# Adolfo de Carolis
Adolfo de Carolis (Montefiore dell'Aso, 7 de fevereiro de 1874 - Roma, 6 de janeiro de 1928) foi um pintor, xilogravurista, ilustrador e fotógrafo italiano. Entre suas obras mais populares, estão muitas ilustrações para romances de Gabriele d'Annunzio (Il Notturno, La figlia di Jorio) e livros de poemas de Giovanni Pascoli.